# Calle Santa Paula (Sevilla)
La calle Santa Paula es una vía pública de la ciudad española de Sevilla.

## Descripción
La vía discurre desde la calle Siete Dolores de Nuestra Señora hasta Enladrillada. Debe el título al convento de Santa Paula, allí situado. Aparece descrita en la Noticia histórica del origen de los nombres de las calles de esta ciudad de Sevilla (1839) de Félix González de León con las siguientes palabras:

Calle de santa Paula. Situada en el cuartel D., pertenece por partes á las parroquias de san Marcos y san Roman: se llama así por estar en ella situaado el monasterio de monjas de santa Paula del órden de san Gerónimo. Este monasterio fué fundado el año de 1471, por doña Ana de Santillan viuda, hija de Fernando de Santillan 24 de Sevilla que estaba en el recogimiento de mugeres virtuosas, llamado emparedamiento, ó beatorio, junto á san Juan de la Palma, de donde salió para esta fundacion á que aplicó toda su hacienda, dejándole la casa principal suya, á las monjas de la Concepcion de san Juan (que entonces todavía no era convento) y las monjas despues la unieron al que labraron por medio del arquillo que está en la calle de la Porteria. La iglesia de éste de santa Paula, la labró doña Isabel Henrique, marquesa de Montemayor en Portugal; está interior y delante tiene un gran compas que el año de 1652, cuando el gran motin que por carestía de comestibles, tuvo principio en el barrio de la Feria, y reunió la nobleza para contener al pueblo formando cuerpos de guardias en todos los barrios; en este se reunió y estuvo el que mandaba don Juan de Lara, veinta y cuatro y procurador mayor de la ciudad, que vivía enfrente. la puerta esterior de este compás es de ladrillo cortado, al estilo gótico. Frontero á este templo está la casa principal que hizo célebre el inmortal Cervantes en su novela de la Española Inglesa; mas aquellos fué fábula. La casa fué de los marqueses de Castromonte (Baezas y Mendozas), y el año de 1652 la vivia el veinticuatro don Juan de Lara, como vá dicho. En esta calle se halla establecido una especie de beaterio, ó reclusion voluntaria de mugeres, cuyo establecimiento tuvo principio por los Jesuitas á imitacion de san Ignacio, en 1832 ú 833 en una casa en calle Beatos, para recoger mugeres de mal vivir que voluntariamente quisieran recogerse. Así estuvo algun tiempo, bajo la inspeccion de una madre mayor ó rectora, y despues se estableció en esta calle donde se admite á la que quiere mudar de vida, si lleva alguna cosa con que mantenerse, pues no hay mas renta que la limosna. No tiene clausura, ni capilla, sino las reclusas salen ámisa, comulgar, &c. á la parroquia, y así continúa esta casa, donde se entran y se salen cuando quieren. La calle es de poca vecindad y paso; estrecha y triste, empieza en la plaza de santa Isabel, y tomando una vuelta sale á la calle Enladrillada.
(González de León, 1839, pp. 388-389)